# Conover
Conover és una població dels Estats Units a l'estat de Carolina del Nord. Segons el cens del 2000 tenia 7.461 habitants.

## Demografia
Segons el cens del 2000, Conover tenia 6.604 habitants, 2.719 habitatges i 1.846 famílies. La densitat de població era de 249,2 habitants per km².
Dels 2.719 habitatges en un 27,3% hi vivien nens de menys de 18 anys, en un 52,3% hi vivien parelles casades, en un 11,6% dones solteres, i en un 32,1% no eren unitats familiars. En el 27,5% dels habitatges hi vivien persones soles el 10,5% de les quals corresponia a persones de 65 anys o més que vivien soles. El nombre mitjà de persones vivint en cada habitatge era de 2,41 i el nombre mitjà de persones que vivien en cada família era de 2,9.
Per edats la població es repartia de la següent manera: un 21,4% tenia menys de 18 anys, un 8,2% entre 18 i 24, un 31% entre 25 i 44, un 24% de 45 a 60 i un 15,4% 65 anys o més.
L'edat mediana era de 38 anys. Per cada 100 dones de 18 o més anys hi havia 88,4 homes.
La renda mediana per habitatge era de 37.583 $ i la renda mediana per família de 48.681 $. Els homes tenien una renda mediana de 31.250 $ mentre que les dones 25.581 $. La renda per capita de la població era de 19.985 $. Entorn del 8,1% de les famílies i el 12,2% de la població estaven per davall del llindar de pobresa.

## Poblacions més properes
El següent diagrama mostra les poblacions més properes.